# エクスタント
『エクスタント』（Extant）は、ミッキー・フィッシャー企画、スティーヴン・スピルバーグ製作総指揮によるアメリカ合衆国のサイエンス・フィクションテレビドラマシリーズである。物語は13ヶ月の単独宇宙ミッションを終え、不可解な経験から妊娠した宇宙飛行士のモリー・ウッズ（ハリー・ベリー）を中心に展開される。
2013年8月7日、CBSは従来のパイロット版のプロセスを飛ばしてシーズン化を決め、13話分を発注したことを発表した。製作はアンブリン・エンターテインメントが行っている。第2シーズンは2015年7月1日より放送された。2015年10月9日、第3シーズン以降は製作されないことが発表された。

## ストーリー

### シーズン1
ISEAの宇宙飛行士のモリー・ウッズは不妊であるため夫ジョンの開発したアンドロイド"ヒューマニクス"の息子イーサンと3人で暮らす。宇宙ステーションで13か月をたった一人で過ごすが、不思議な体験をし、地球に帰るとなぜか妊娠している。胎児の父親は人間ではなく、モリーは自分が受胎されるために任務に送りだされたことを知る。真相を究明しようとするモリーは妨害を受け、胎児"子孫"が奪われる。イーサンは予想外の進歩を遂げて周囲を心配させる。テクノロジーに反対する秘密組織がイーサンをつけ狙う。"子孫"は成長するにつれて人の心を操る危険な存在であることが分かる。ISEAの陰に居る大企業の経営者は、"子孫"から不老不死の秘密を得ようとする。宇宙ステーションの乗員は謎の存在に操られて、ステーションを地球に落下させようとする。

## キャスト

### メイン
| 役名                                 | シーズン | 配役（日本語吹替）                         | 説明                                                               |
| ------------------------------------ | -------- | ------------------------------------------ | ------------------------------------------------------------------ |
| モリー・ウッズ                       | 1-       | ハリー・ベリー（板谷由夏）                 | ISEAの宇宙飛行士、13か月の宇宙ステーション単独勤務から戻ったばかり |
| ジョン・ウッズ                       | 1-2      | ゴラン・ヴィシュニック（宮内敦士）         | モリーの夫でヒューマニクス開発プロジェクトのリーダー               |
| イーサン・ウッズ                     | 1-       | ピアース・ガニォン（矢島晶子）             | ジョンが開発したヒューマニクスでモリーとジョンが息子として育てる   |
| ヒデキ・ヤスモト                     | 1        | 真田広之（真田広之）                       | ヤスモト・コーポレーション経営者                                   |
| アラン・スパークス                   | 1        | マイケル・オニール（ふくまつ進紗）         | ISEA長官                                                           |
| ジュリー・ジェリノー                 | 1-       | グレイス・ガマー（浅野真澄）               | ジョンの助手で両脚は義肢                                           |
| サム・バートン                       | 1        | カムリン・マンハイム（山像かおり）         | ISEAの医師でモリーの友人                                           |
| ジェイムズ・ダニエル・"JD"・リクター | 2        | ジェフリー・ディーン・モーガン（藤原啓治） | 賞金稼ぎの探偵                                                     |

### リカーリング
| 役名                                              | シーズン | 配役（日本語吹替）                                    | 説明                                                                                               |
| ------------------------------------------------- | -------- | ----------------------------------------------------- | -------------------------------------------------------------------------------------------------- |
| フェミ・ドッド                                    | 1        | アニー・ワーシング                                    | ヤスモト・コーポレーションの重役、ヤスモトの恋人、実はテクノロジー破壊をたくらむ秘密組織のメンバー |
| ハーモン・クライガー                              | 1        | ブラッド・バイアー（小松史法）                        | 自殺したはずの宇宙飛行士                                                                           |
| ゴードン・カーン                                  | 1        | モーリー・スターリング（高瀬右光）                    | 新任のISEA副長官                                                                                   |
| マーカス・ドーキンス                              | 1        | セルジオ・ハーフォード（宮本克哉）                    | 交通事故で死んだモリーの恋人、宇宙飛行士                                                           |
| ケイティ・スパークス                              | 1        | テッサ・フェレール                                    | アランとアーニャの娘で死んだ宇宙飛行士                                                             |
| チャーリー・アーサーズ                            | 1-       | タイラー・ヒルトン（松島昭浩）                        | ヒューマニクス・プロジェクトのメンバー                                                             |
| クイン                                            | 1-       | ルイス・ゴセット・ジュニア                            | モリーの父親で引退した医者                                                                         |
| ギャヴィン・ハッチンソン (オーディン・ジェームズ) | 1        | チャーリー・ビューリー                                | ジュリーのボーイフレンド、実はテクノロジー破壊をたくらむ秘密組織のメンバー                         |
| アーニャ・スパークス                              | 1        | ジャネッタ・アーネット                                | アランの元妻                                                                                       |
| ライアン・ジャクソン                              | 1        | アダム・オバーン                                      | アランの代わりに着任するISEA長官                                                                   |
| シェーン・グラス                                  | 1        | エンヴェア・ジョカイ                                  | ISEAの宇宙飛行士、セラフィムに乗務                                                                 |
| ピエール・リヨン                                  | 1        | ジミー・ジャン＝ルイ                                  | フランス人の宇宙飛行士                                                                             |
| "子孫"                                            | 1-       | (子供) シャノン・メリル・ブラウン                     | 謎の存在とモリーの間に生まれた息子                                                                 |
| "子孫"                                            | 1-       | (十代) ブロディー・ニコラス・リー                     | 謎の存在とモリーの間に生まれた息子                                                                 |
| "子孫"                                            | 1-       | (成人、"アハドゥ") ヘンダーソン・ウェイド（中川慶一） | 謎の存在とモリーの間に生まれた息子                                                                 |
| B.E.N.                                            | 1        | エリック・マーツォルフ(声)                            | 宇宙ステーション"セラフィム"の人工知能                                                             |
| トビアス・シェパード                              | 2        | デヴィッド・モリッシー（広瀬彰勇）                    | 将軍、GSC長官                                                                                      |
| シェイナ・ヴェレス                                | 2        | ネッカー・ザデガン                                    | シェパードの首席補佐官                                                                             |
| アナ・シェーファー                                | 2        | ヒラリー・バートン                                    | ヒューマニクス・プロジェクトの軍事転用を図る官僚                                                   |
| ルーシー                                          | 2        | キアシー・クレモンズ（田野アサミ）                    | イーサンの後に作られ、姉となるヒューマニクス                                                       |
| ケルシー・リクター                                | 2        | リンドン・スミス                                      | JDの娘                                                                                             |
| ネイト・マローン                                  | 2        | マイケル・グラディス                                  | GSCの生物学者                                                                                      |
| フィオナ・スタントン                              | 2        | ケイト・バートン                                      | アメリカ合衆国国土安全保障省長官                                                                   |

## エピソード
| シーズン | シーズン | 話数 | 放送日       | 放送日        |
| シーズン | シーズン | 話数 | 初回         | 最終回        |
| -------- | -------- | ---- | ------------ | ------------- |
|          | 1        | 13   | 2014年7月9日 | 2014年9月17日 |
|          | 2        | 13   | 2015年7月1日 | 2015年9月9日  |

### 第1シーズン
| 通算 話数 | シーズン 話数 | 日本語題 原題                             | 監督                       | 脚本                   | 放送日        | 合衆国視聴者数 (百万人) |
| --- | ------------- | ----------------------------------------- | -------------------------- | ---------------------- | ------------- | ----------------------- |
| 1 | 1             | "再会" "Re-Entry"                         | アレン・コールター         | ミッキー・フィッシャー | 2014年7月9日  | 9.58                    |
| モリーは13か月の宇宙ステーション"セラフィム"上での単独勤務から戻り、夫ジョンとジョンの開発したアンドロイドの息子イーサンとの生活に戻る。イーサンは異常な行動をとる。モリーは妊娠と診断され、死んだはずのボーイフレンドのマーカスをセラフィムで見たことを思い出す。ジョンは、モリーの雇用主であるヤスモトからアンドロイド開発の資金継続を受ける。モリーの前に、自殺したはずの同僚宇宙飛行士クライガーが現れ、セラフィムで何があったのか知っていると言う。 |               |                                           |                            |                        |               |                         |
| 2 | 2             | "絶滅" "Extinct"                          | マット・アール・ビーズレイ | レスリー・ボーム       | 2014年7月16日 | 7.96                    |
| モリーは家で意識を失い、セラフィムで見たマーカスの幻を追体験する。ヤスモトの資金でジョンのプロジェクト"ヒューマニクス"は新たな設備を手に入れる。クライガーがモリーに会い、セラフィム上で母親を見たと言い、スパークスは何かを隠していると言う。バートンはモリーの脳スキャンがクライガーと同じパターンを示していると言い、モリーを超音波診断装置にかけ、14週の人間の胎児を身ごもっていると言う。モリーはスパークスに妊娠を告げ問い詰めるが、何も教えてもらえない。スパークスはヤスモトにモリーの妊娠を告げる。 |               |                                           |                            |                        |               |                         |
| 3 | 3             | "理想の家族" "Wish You Were Here"         | ホリー・デイル             | ミッキー・フィッシャー | 2014年7月23日 | 6.48                    |
| イーサンは小学校に入り、他の親たちは不安がる。モリーはクライガーのトレーラーに行くが不在で、自分の体にしばしば現れるシンボルが壁に描かれているのを見つける。自分の誕生パーティーで、モリーはマーカスの兄弟のティムに会うが、他の誰にも見えていない。モリーはジョンに、ISEAが無断で自分の体に実験を行った結果、妊娠していると打ち明ける。バートンはモリーの血液を採取し、ISEAでDNA検査をしようとするが、警備員に阻止される。バートンはモリーにメールを送り警告する。スパークスとISEAに行く途中のモリーは車から飛び降り、後を追って来たジョンと一緒になる。スパークスとISEAがジョンとモリーの家を急襲するが誰もいない。 |               |                                           |                            |                        |               |                         |
| 4 | 4             | "シェルター" "Shelter"                    | パリス・バークレイ         | グレッグ・ウォーカー   | 2014年7月30日 | 5.92                    |
| モリーとジョンはモリーの父クインの家に逃げ、DNAテストをしようとする。スパークスは病気の弟の事を持ち出してバートンを脅す。イーサンは行方不明になり、ジョンは保安官を殴りクインと共に逮捕される。スパークスの部下がイーサンとモリーを捕え、ヤスモトの命令でモリーは手術を受けさせられる。 |               |                                           |                            |                        |               |                         |
| 5 | 5             | "地球は最高" "What on Earth is Wrong?"    | ダン・ラーナー             | ピーター・オッコ       | 2014年8月6日  | 5.94                    |
| モリーの体から胎児が取り出され、特殊な養育槽に移される。バートンはモリーの検査をしたことを否定し、妊娠は幻覚だと言う。モリーはDNA検査で自分が妊娠していたことと、胎児の父親が異質の存在であることを知る。モリーは仕事に戻るが、監視下に置かれる。モリーの同僚が作ったフィルターを用い、セラフィム上でクライガーとモリーが幻覚を見た時に、同じパターンのエネルギー・フィールドがあったことがわかる。イーサンは意識を取り戻すが、活動停止させられた時の記憶をなくしている。 |               |                                           |                            |                        |               |                         |
| 6 | 6             | "悪夢" "Nightmares"                       | アダム・アーキン           | イライザ・クラーク     | 2014年8月13日 | 5.68                    |
| イーサンは悪夢を見るが、そのようにはプログラムされていないとジョンは訝しがる。モリーの胎児は隔離された環境で育つが、研究員の後頭部に"シンボル"が現れて発狂し同僚を殺す。イーサンは、モリーが危険に遭う夢を見たと言う。ジュリーは、四肢切断者のジムでオーディンという男と知り合う。モリーは皮膚にはりつける盗聴器をバートンにつけて、スパークスに弟の事で脅されていることを知る。クライガーがISEAに忍び込み、生存していることがスパークスとカーンに知られる。二人はクライガーがモリーと会うところを捕えようとするが失敗する。クライガーはモリーとジョンに、セラフィムで保存した通信データを渡した後、カーンに捕えられる。ジョンには解読できないが、イーサンが解読する。中には宇宙ステーション"アルーナ"でスパークスの娘ケイティーが写ったビデオが収められている。ケイティーは、アルーナが未知のウイルスに感染し、乗組員同士が殺し合っているという。ケイティーは感染し妊娠しているように見え、汚染された船の回収をしないよう要請している。モリーは、スパークスが危険を知りながらクライガーと自分をセラフィムに送りこんだ事を知る。 |               |                                           |                            |                        |               |                         |
| 7 | 7             | "無限の可能性" "More in Heaven and Earth" | クリスティーン・ムーア     | ヴァネッサ・ライゼン   | 2014年8月20日 | 5.57                    |
| カーンは自宅の地下室にクライガーを捕えて拷問し、アルーナのビデオのありかを聞き出そうとする。カーンの母が訪れて、カーンの父が精神病を抱えていたことを話し、これを聞いたクライガーはカーンを味方にしようとする。イーサンは突然日本語を話し始め、予想外の進歩がジョンを困惑させる。ジョン、モリー、イーサンはヤスモト宅での食事に招かれ、ヤスモトと恋人のフェミが迎える。ジュリーはオーディンとデートするが、オーディンはヒューマニクス・プロジェクトを始めとする先端テクノロジーを破壊しようとする秘密組織の一員で、フェミもまた仲間であることが分かる。モリーはアルーナの乗組員で退職したピアスに会おうとするが拒否される。モリーはピアスが高級な住宅をわずか１ドルで購入した事を発見し、ピアスに会うことを強要するが、ピアスはビルから落ちて死ぬ。モリーはスパークスを問い詰め、スパークスは娘ケイティーの幻影と話すために、モリーの胎児"子孫"のもとに行く。 |               |                                           |                            |                        |               |                         |
| 8 | 8             | "侵入" "Incursion"                        | ポール・マクレーン         | ギャヴィン・ヨハンセン | 2014年8月20日 | 5.57                    |
| ジョンはイーサンの早すぎる進歩を恐れて神経ネットワークの成長速度を下げようとするが、アクセスが拒否される。イーサンが自転車に乗る練習をしていると、年長の二人の少年が掃除ロボットを破壊し、イーサンの自転車を盗もうとする。水たまりに突き倒されたイーサンの顔の一部が裂けて機械部分が現れ、二人は逃げ出す。イーサンは壊れた掃除ロボットを連れて帰る。ジュリーが掃除ロボットはその機能を果たしたと言うと、イーサンは自分の機能は何かと問いかける。モリーは"子孫"のいるビルに侵入するが見つかり、カーンとクライガーの助けで逃げ出す。スパークスはヤスモトに会い、モリーを始末するべきだと言う。だがヤスモトは、"子孫"の母親であるモリーは生かしておくべきだと言い、死にかけている自分には"子孫"が必要だと言う。スパークスはモリーの始末と"子孫"の移動をカーンに命令する。カーンの助けで、モリーとクライガーはクレイプールに再び侵入する。"子孫"を危険視するクライガーは養育槽を撃つ。モリーが養育槽を開けると、中には研究員の死体だけが残されている。 |               |                                           |                            |                        |               |                         |
| 9 | 9             | "子孫と黒幕" "Care and Feeding"           | ダン・アティアス           | ミッキー・フィッシャー | 2014年8月27日 | 5.67                    |
| スパークスは"子孫"を馴染みのキャンプ場に連れていく。元妻アーニャに電話し、キャンプ場に来れば驚くだろうと言う。オーディンはイーサンに近づく。クライガーはカーンの指紋を使ってエレベーターで逃げ、残されたモリーはエレベーターシャフトを通って襲撃チームから逃げる。カーンはアーニャの車の追跡装置とドローンを使ってスパークスの居所を見つける。スパークスは、"子孫"の音を聞きつけて来た管理人を撃つ。幼いケイティーの幻影が"子孫"は食事をしないといけないと言い、"子孫"はスパークスが倒した保安官を宿主とする。 |               |                                           |                            |                        |               |                         |
| 10 | 10            | "夢の瞬間" "A Pack of Cards"              | ダン・ラーナー             | レスリー・ボーム       | 2014年8月27日 | 5.67                    |
| スパークスはアーニャをキャンプ場に呼んで幼いケイティーの幻影に会わせる。ヤスモトはモリーを助けると言い、メイソン博士と共にキャンプ場に送りだす。ヤスモトはジョンとイーサンを閉じ込めるが、ジョンはイーサンを脱出させる。イーサンはオーディンに会う。ケイティーは"子孫"がさらに宿主を必要としていると言い、スパークスは車の故障を装ってロードサービスを呼び、新しい宿主とする。メイソンとキャンプ場に来たモリーは、死産したマーカスとの子供の幻視を見せられてアクセスコードを教えてしまう。クライガーとカーンがキャンプ場に来て、クライガーは新しい宿主を撃つが、スパークスはクライガーを射殺して子孫と共に去る。 |               |                                           |                            |                        |               |                         |
| 11 | 11            | "新世界" "A New World"                    | ケヴィン・ダウリング       | イライザ・クラーク     | 2014年9月3日  | 5.78                    |
| ヤスモトの襲撃チームがスパークス夫妻を追うが、"子孫"に操られ同士撃ちで全滅する。モリーはヤスモトに手を引けと要求するが、ヤスモトはモリーが"子孫"を連れてこないと家族に害を加えると脅す。カーンはモリーとスパークスを追う途中、ISEAのライアン・ジャクソンは信用できると言う。メイソンが再びモリーを捕えるが、スパークスに殺される。スパークスは、アーニャが"子孫"を連れて去ったと言う。モリーは"子孫"を連れていると嘘をついて、家族と"子孫"を交換しようとする。オーディンはイーサンの体内に爆弾を仕込む。ヤスモトはジョンだけを人質交換の場に連れて来るが、"子孫"はいないことに気づく。ジョンはヤスモトの生命を保つ物質を盗みだしており、ヤスモトを脅して自由になる。ヤスモトは、かつて鉱夫であった時にこの物質を含む隕石を発見し、140年以上生きてきたと言う。それ以来、宇宙で物質の創造の秘密を探してきたが、物質の残りが少なくり死にかけていると言う。一方、セラフィム上の宇宙飛行士のショーン・グラスは、フランスの宇宙船からドッキングを求められる。フランスの宇宙飛行士は、アルーナの救命ポッドから救い出したケイティーを連れて来る。 |               |                                           |                            |                        |               |                         |
| 12 | 12            | "記憶の旅" "Before the Blood"             | デヴィッド・ソロモン       | ピーター・オッコ       | 2014年9月10日 | 4.64                    |
| セラフィム上でケイティーはショーンに再会し、23か月間救命ポッドにいたと言う。ショーンはセラフィムが地球と交信できないと言い、アンテナを修復しようとするが果たせない。モリーとライアンは、ケイティーを見つけたフランス人と連絡する。バートンの助けでモリーはマーカスの子供の幻覚を見た時に入力したコードを思い出し、このコードによって、セラフィムがコースを外れて地球に落下していることが分かる。ライアンは、モリーだけがセラフィムを救えると考えるが、モリーは躊躇する。"子孫"が家にやって来てモリーと話し、モリーは宇宙に出て"彼ら"を阻止することを決断する。ヒューマニクス研究室で、チャーリーはイーサンの記憶に87分の空白がある事に気づき、ジュリーはオーディンがイーサンの世話をしていた時のことだと言う。ジュリーはオーディンが反テクノロジー活動で逮捕歴のあるギャヴィン・ハッチンソンであることを突き止める。ショーンはケイティーとともにセラフィムから逃げようと救命ポッドの準備をする途中でケイティーの死骸を見つける。救命ポッドのドアが閉まり、窓の外からケイティーが呼びかける。セラフィムは地球に向かって落下する。 |               |                                           |                            |                        |               |                         |
| 13 | 13            | "奇跡の子" "Ascension"                    | ミゲル・サポチニク         | ミッキー・フィッシャー | 2014年9月17日 | 5.45                    |
| セラフィムは落下し続けて、謎の生命体の胞子が地球上にばらまかれそうになる。モリーはセラフィムの通信を回復させ元の軌道に戻すために干渉を避ける特殊な宇宙服を身につけ、シャトルで出発する。ヒューマニクス研究室でジョンがイーサンをシャットダウンしようとした時、イーサンはもう少しでオーディンのくれた携帯電話のボタンを押しそうになる。カーンはイーサンの中の爆弾を調べ、取り除こうとしただけで爆発するかもしれないと言う。モリーはセラフィムに到着してショーンと会う。通信モジュールの交換部品を探す途中で、モリーは"ケイティー"に会い手袋が外れてしまう。ISEAの地上ステーションに"子孫"が侵入し、ISEAはモリーを支援できなくなる。ジョンはイーサンを起こして爆弾を取り外せないことを説明する。モリーはセラフィムの自爆をセットしてシャトルで離脱しようとするが、感染を恐れたB.E.N.は発進を拒否する。イーサンは"子孫"が自分の脳に影響を与えられない事を知って、ISEAに入ってシャトルを発進させることに成功し、セラフィムは自爆する。だがそのためには手の温度を上げて人間に見せかけなくてはならず、不安定となった爆弾は爆発する。5日後、モリーとバートンは"子孫"が生きているだろうか話し合う。モリーとジョンはイーサンを失ったことを嘆く。だがイーサンがモニターに現れて二人に話しかける。"子孫"は爆発を逃れて街を歩く。 |               |                                           |                            |                        |               |                         |

### 第2シーズン (エクスタント－インフィニティ)
| 通算 話数 | シーズン 話数 | 日本語題 原題                                      | 監督                   | 脚本                                       | 放送日        | 合衆国視聴者数 (百万人) |
| --------- | ------------- | -------------------------------------------------- | ---------------------- | ------------------------------------------ | ------------- | ----------------------- |
| 14        | 1             | "脅威 覚醒" "Change Scenario"                      | ダン・ラーナー         | リズ・クルーガー & クレイグ・シャピーロ    | 2015年7月1日  | 5.27                    |
| 15        | 2             | "変異" "Morphoses"                                 | クリスティン・ムーア   | ミッキー・フィッシャー                     | 2015年7月8日  | 5.11                    |
| 16        | 3             | "未来へのビジョン" "Empathy for the Devil"         | ダン・ラーナー         | レスリー・ボーム                           | 2015年7月15日 | 4.62                    |
| 17        | 4             | "暗号解読" "Cracking the Code"                     | P.J.ペスク             | トム・パブスト                             | 2015年7月22日 | 4.34                    |
| 18        | 5             | "新境地" "The New Frontier"                        | クリスティン・ムーア   | ジアナ・ソボル                             | 2015年7月29日 | 4.32                    |
| 19        | 6             | "平和的な共存" "You Say You Want an Evolution"     | ケヴィン・ダウリング   | パメラ・デイヴィス                         | 2015年8月5日  | 4.77                    |
| 20        | 7             | "絆" "The Other"                                   | アダム・ケイン         | マイク・ワーブ                             | 2015年8月5日  | 4.77                    |
| 21        | 8             | "武装ヒューマニック" "Arms and the Humanich"       | オラトゥンデ・オサヌミ | ギャヴィン・ジョハンセン                   | 2015年8月12日 | 4.47                    |
| 22        | 9             | "境界" "The Other Side"                            | ケヴィン・ダウリング   | レスリー・ボーム                           | 2015年8月19日 | 4.66                    |
| 23        | 10            | "過去からのメッセージ" "Don't Shoot The Messenger" | ダン・ラーナー         | トム・パブスト                             | 2015年8月26日 | 4.90                    |
| 24        | 11            | "ジョンの遺品" "Zugzwang"                          | ケネス・フィンク       | ミッキー・フィッシャー                     | 2015年9月2日  | 4.74                    |
| 25        | 12            | "モリーとモリー" "Double Vision"                   | クリスティン・ムーア   | レスリー・ボーム(原案：パメラ・デイヴィス) | 2015年9月9日  | 4.51                    |
| 26        | 13            | "素晴らしき生命" "The Greater Good"                | アダム・ケイン         | リズ・クルーガー & クレイグ・シャピーロ    | 2015年9月9日  | 4.51                    |

## 放送
シリーズはCBSでの放送の翌日にはAmazon Instant Videoでストリーミング視聴が可能となった。カナダではアメリカ合衆国と同日となる2014年7月9日よりグローバルテレビジョンネットワークで放送が始まった。オーストラリアでは2014年7月13日よりネットワーク・テンで放送が始まった。イギリスでは2014年7月10日よりAmazon Instant Videoで配信が始まり、また2015年1月20日よりSyfyでテレビ放送が始まった。ニュージーランドでは2014年7月23日よりプライムで放送が始まった。日本ではWOWOWでシーズン1が2015年4月4日より放送され、シーズン2が2016年2月20日より「エクスタント－インフィニティ」として放送されている。